# Tansanische Fußballnationalmannschaft (U-17-Juniorinnen)
Die tansanische U-17-Fußballnationalmannschaft der Frauen repräsentiert Tansania im internationalen Frauenfußball. Die Nationalmannschaft untersteht der Tanzania Football Federation und wird von Bakari Shime trainiert.
Die Mannschaft tritt beim U-17-Afrika-Cup und der U-17-Weltmeisterschaft für Tansania an. Den bislang größten Erfolg erreichte das Team mit dem Halbfinal-Sieg beim Afrika-Cup 2022 – gleich bei ihrer ersten Teilnahme – und der damit verbundenen Qualifikation für die U-17-Weltmeisterschaft 2022. Es ist die erste WM-Teilnahme der tansanischen U-17-Auswahl.

## Turnierbilanz

### Weltmeisterschaft
| Jahr   | Gastgeber           | Platzierung        |
| ------ | ------------------- | ------------------ |
| 2008   | Neuseeland          | nicht teilgenommen |
| 2010   | Trinidad und Tobago | nicht teilgenommen |
| 2012   | Aserbaidschan       | nicht teilgenommen |
| 2014   | Costa Rica          | nicht teilgenommen |
| 2016   | Jordanien           | nicht teilgenommen |
| 2018   | Uruguay             | nicht teilgenommen |
| 2021 1 | Indien 1            | – 1                |
| 2022   | Indien              |                    |

### Afrika-Cup
| Jahr   | Gastgeber             | Platzierung         |
| ------ | --------------------- | ------------------- |
| 2008   | Hin- und Rückspiele   | nicht teilgenommen  |
| 2010   | Hin- und Rückspiele   | nicht teilgenommen  |
| 2012   | Hin- und Rückspiele   | nicht teilgenommen  |
| 2013   | Hin- und Rückspiele   | nicht teilgenommen  |
| 2016   | Hin- und Rückspiele   | nicht teilgenommen  |
| 2018   | Hin- und Rückspiele   | nicht teilgenommen  |
| 2020 2 | Hin- und Rückspiele 2 | – 2                 |
| 2022   | Hin- und Rückspiele   | Halbfinale-Sieger 3 |